# Trio and Duo in New Orleans
Trio and Duo in New Orleans ist ein Jazzalbum von Kidd Jordan, Peter Kowald und Alvin Fielder. Die 2002 und 2005/2012 in New Orleans bzw. Houston entstandenen Trio- und Duo-Aufnahmen erschienen im Dezember 2013 auf NoBusiness Records.

## Hintergrund
Das Album dokumentiert drei Live- und Studio-Sessions des Saxophonisten Kidd Jordan mit dem Bassisten Peter Kowald und dem Schlagzeuger Alvin Fielder. Die Stücke auf der LP/CD 1. wurden am 28. April 2002 bei einem Auftritt des Trios im Zeitgeist Multi-Disciplinary Arts Center, New Orleans mitgeschnitten; es war einer der letzten Auftritte Kowalds, der fünf Monate später mit 58 Jahren starb.
Fielders Verbindung mit Jordan entstand bereits 1975 über mehrere Improvisationsensembles; die zweite CD dokumentiert Duette mit dem Schlagzeuger hervorhebt, die überwiegend aus einer Session im Shed Recording Studio in New Orleans im Jahr 2005 stammen; Stück 5 wurde am 19. Januar 2012 im Eldorado Ballroom, Houston, aufgenommen.
Es ist nicht die erste Begegnung der drei Musiker; eine bemerkenswerte Auswahl aus einem früheren Treffen im Jahr 2000 findet sich in Kowalds posthum erschienenen Album Off the Road (RogueArt, 2006). Die Aufnahmen von 2002 erschienen bei NoBusiness Records auch als Doppel-LP unter dem Titel „Live in New Orleans“.

## Titelliste
- Kidd Jordan / Alvin Fielder / Peter Kowald: Trio and Duo in New Orleans (NoBusiness Records – NBLP 71/72)[1]

CD1
1. Trio I 12:45
2. Trio II 9:29
3. Trio III (High Altitude) 5:11
4. Drums Solo 6:19
5. Bass Solo 6:26
6. Trio IV 8:40
7. Trio V 12:57
8. Trio VI (Concluding) 8:50

CD 2
1. Liftoff 9:02
2. Duo Flight 19:45
3. E. Fashole – Luke 17:10
4. Tempest NOLA, 2005 9:22
5. Nameless Sound Duo 10:39

## Rezeption

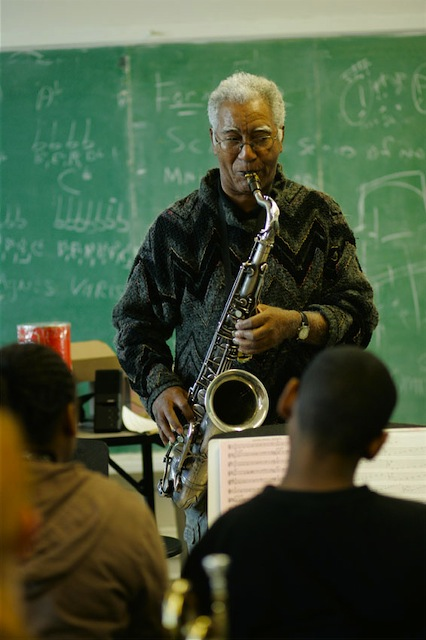
Kidd Jordan (2008)

Nach Ansicht von Glenn Astarita, der das Doppelalbum in All About Jazz rezensierte, inszenieren die Musiker beim Trio-Konzert umfangreiche thematische Ausarbeitungen inmitten anderer Passagen, in denen die Hölle losbricht. Auf „Trio I“ zum Beispiel würden Jordans komprimierte, orbitale Phrasierungen von Kowalds summenden Coll’arco-Tönen nachgeahmt. Abgeschlossen würde die Begegnung mit „Trio VI (Conclusive)“, wo Jordan pushe, stupse und Fielder um das Kernmotiv tänzele und eine unverblümte, nüchterne treibende Kraft projiziere. Die Musiker würden nach den Sternen greifen, verstärkt von Jordans vollmundigem Ton, gewürzt mit einem Gefühl der Sehnsucht. Die Duett-Sessions würden aus intensiven und manchmal aggressiven Interaktionen bestehen, mit aus Free-Bop-Anflügen und den klagenden Schreien des Saxophonisten. Die Musiker vertieften sich auch in ein bisschen ausgedehntes Call-and-Response-Workout, und auf „Duo Flight“ verleihe Jordan ein paar Takte bluesiger Hingabe, umhüllt von einer rasiermesserscharfen Kante. Dennoch führe er bei „E. Fashole-Luke“ ein Selbstgespräch, das er weitgehend durch den Wechsel zwischen tieferen und höheren Lagen trainiere. Ehrlich gesagt seien die Spieler hier auf der Höhe ihres Spiels.
So schön die Trio-Session auch sei, es sei die Studio-Session, das das Highlight des Doppelalbums darstelle, schrieb John Sharpe (All About Jazz). Detailliert festgehalten, würden sowohl Jordan als auch Fielder hier am fesselndsten klingen. Jordan habe seine kurzen rhythmischen Phrasen, das charakteristische Altissimo-Quäken und das erdige Hupen zu einem zutiefst persönlichen Idiom verschmolzen, das sowohl leidenschaftlich als auch beschwörend sei. Fielder schaffe einen vollendeten Kontrast, indem er den Saxophonisten schattiere, seinen Linien dramatische Farbe hinzufüge, aber auch einen robusten Unterbau bilde, der mit seinen melodischen Kadenzen und einfachen, aber kraftvollen Rhythmen manchmal an den 1998 verstorbenen Dennis Charles erinnere. Mit knapp 20 Minuten würde „Duo Flight“ ein muskulöses Herzstück bilden, randvoll mit Energie und Ideen. Im Gegensatz zu den anderen Stücken verwende „E. Fashole-Luke“ eine Jordan-Melodie als Startrampe und erinnere mit seinem wiederholten hochoktanigen Thema an John Coltrane.